# Heo Jae
Heo Jae (허재?; Seul, 28 settembre 1965) è un ex cestista e allenatore di pallacanestro sudcoreano.
Ai Giochi della XXIV Olimpiade di Seul prestò il giuramento olimpico.

## Carriera

### Giocatore

#### Club
Hur Jae ha militato fino al 1998 nel Busan Kia Enterprise. Dalla stagione successiva è passato ai Wonju Sambo Xers, poi denominati Wonju TG Xers. Si è ritirato nel 2004.

#### Nazionale
Con la Corea del Sud ha disputato due edizioni dei Giochi olimpici; oltre a Seul 1988, è stato convocato anche per Atlanta 1996. Ha inoltre preso parte ai Mondiali 1986, 1990 e 1994.
Detiene il record di punti segnati in una singola partita dei Mondiali: nell'edizione del 1990 mise a referto 54 punti contro l'Egitto.

### Allenatore
Dal 2005 al 2012 ha allenato i Jeonju KCC Egis, squadra di Korean Basketball League.